# Norbert Bischofberger (Biochemiker)

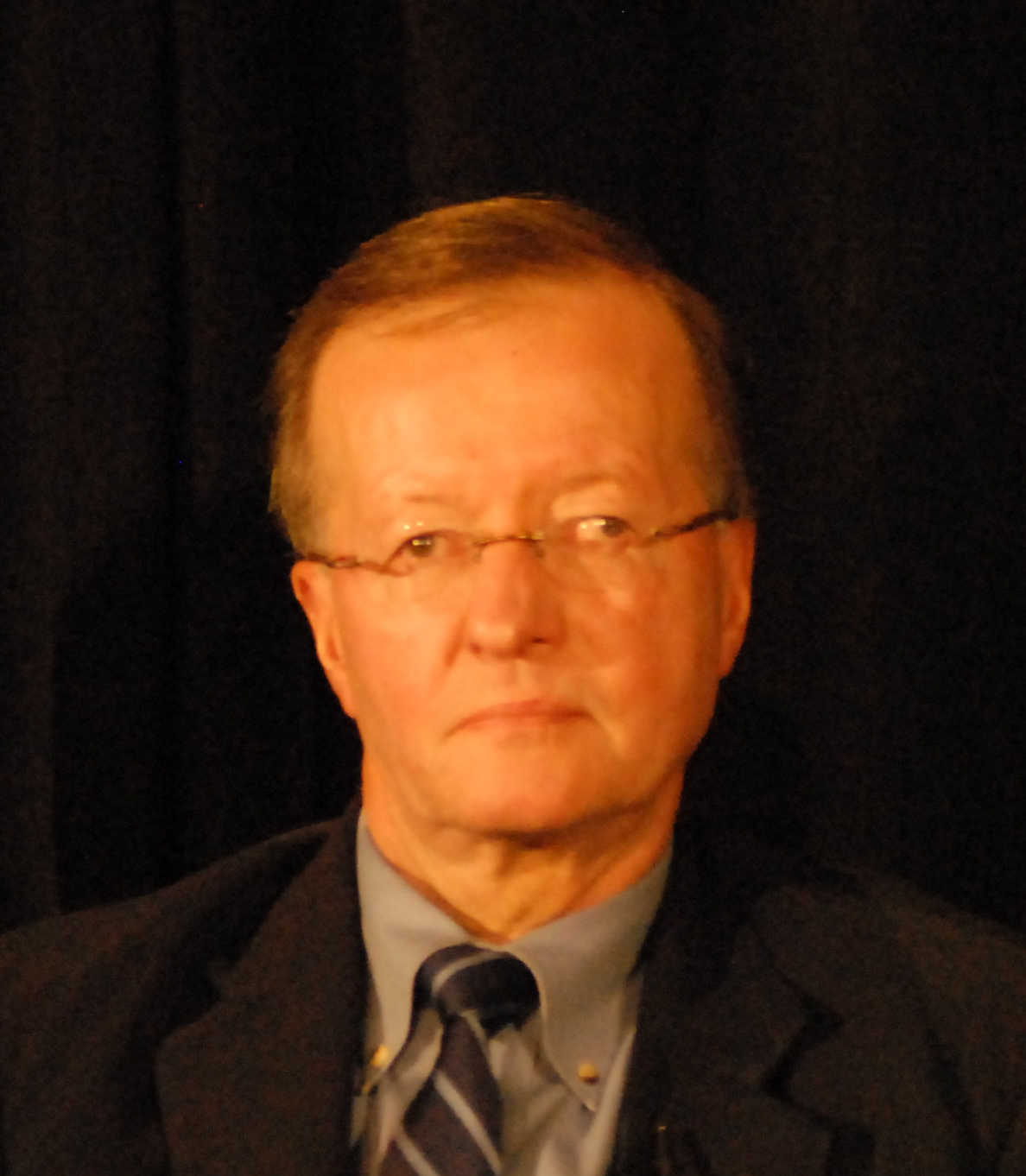
Norbert W. Bischofberger (2012)

Norbert W. Bischofberger (* 10. Jänner 1956 in Mellau) ist ein österreichischer Biochemiker. Er ist der Entwickler des Influenza-Therapeutikums Tamiflu sowie weiterer Medikamente gegen andere Infektionskrankheiten, wie beispielsweise das HIV-Therapeutikum Viread oder Sovaldi, ein Medikament gegen Hepatitis C.

## Werdegang
Norbert Bischofberger wuchs in Mellau im Bregenzerwald (Vorarlberg), wo seine Eltern ein Gasthaus besaßen, auf. Er ist das zweitjüngste von insgesamt sechs Kindern. Sein Interesse an der Wissenschaft wurde nach eigenen Angaben bereits im Kindesalter geweckt: „Seit ich denken kann, wollte ich Chemiker werden“ sagte er der Weltwoche im 2020. Nach der Volksschule in Mellau besuchte Bischofberger das Zisterzienser-Gymnasium Mehrerau in Bregenz, das er mit der Matura abschloss.
1975 bis 1980 studierte er an der Universität Innsbruck Chemie. Anschließend erwarb er das Doktorat an der ETH Zürich. Bischofberger wanderte 1983 in die USA aus und absolvierte an der Harvard-Universität in Cambridge, Massachusetts, sein Postgraduales Studium. Danach verblieb er vorerst bei Genentech in den USA und arbeitete ab 1990 für die Firma Gilead Sciences. Inspiriert durch die Präparate Amantadin und „Rimantadin“, die jeweils nur einen Grippetypen bekämpfen konnten und zudem starke Nebenwirkungen zeigten, entwickelte Bischofberger mit seinem Team 1994 das Medikament Tamiflu und in der Folge sieben weitere, hoch wirksame Mittel gegen Viruserkrankungen.
Von 2007 bis 2018 war er Executive Vice President Forschung und Entwicklung sowie Chief Scientific Officer bei Gilead. Im September 2014 wurde Bischofberger zum Auslandsösterreicher des Jahres 2014 gewählt. Die Universität Innsbruck verlieh Bischofberger am 1. Juli 2016 das Ehrendoktorat der Naturwissenschaften. Im Jahr 2018 verließ Bischofberger Gilead und widmete sich als Präsident und Chief Executive Officer bei Kronos Bio, Inc. der Hämatologie und Onkologie.

### Privates
2006 kaufte Norbert Bischofberger das „Hotel Sonne“ im Zentrum von Mellau, das früher seiner Familie gehört hatte. Von März bis Dezember 2008 ließ er dessen Stammhaus generalsanieren sowie den Hotelkomplex zum 4-Sterne-Superior-Hotel ausbauen. Das Hotel wurde am 12. Dezember 2008 wiedereröffnet.
Seine jüngere Schwester ist die Journalistin und Buchautorin Conny Bischofberger (* 1960).
Bei Gilead habe Bischofberger laut eigener Aussage keinen einzigen Tag Ferien eingezogen und er hoffe auf einen Tod während der Arbeit.